# Лёшерн фон Гертцфельт, Карл Густав
Лёшерн фон Гертцфельт, Карл Густав (швед. Karl Gustaf Löschern von Hertzfelt; 1667 — 14 мая 1704) — шведский морской офицер, участник Северной войны.

## Биография
Родился в 1667 году в семье лифляндского полковника Андерса Лёшерна, который в этом же году был возведён во дворянство и стал писаться Лёшерном фон Гертцфельтом.
В 1687 году Карл Густав поступил на службу в Адмиралтейство и в 1700 году был произведён в капитаны. В последующие годы командовал небольшой шведской флотилией на Чудском озере.
21 мая 1702 года он, имея всего четыре судна, дал сражение нескольким десяткам (около сотни) мелких русских судов, которые отступили после четырёхчасового боя.

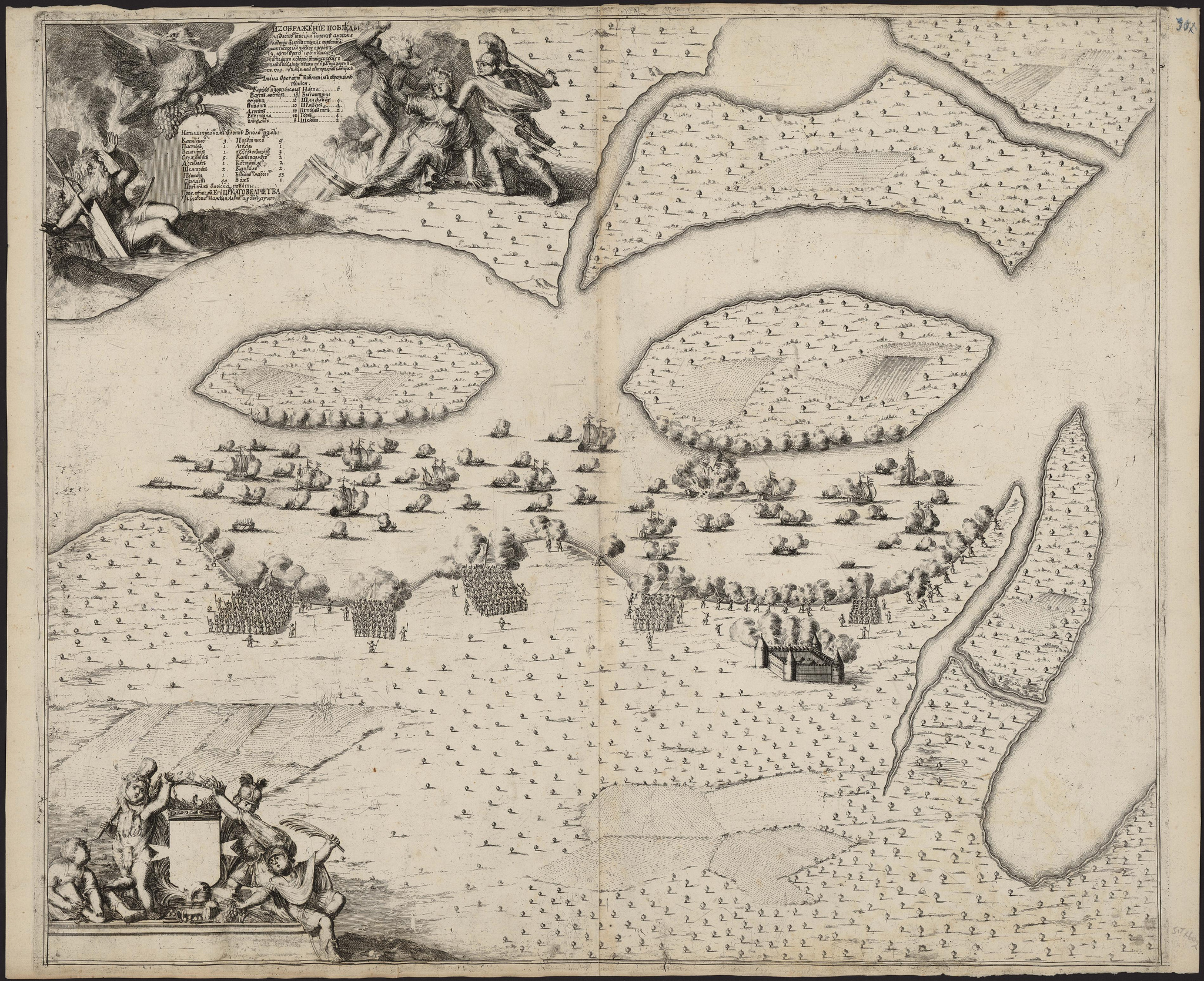
Сражение 3 мая 1704. Укрепление на берегу - символическое изображение ретрашемента, построенного на южном мысу в 1702 г.

В мае 1704 года флотилия Гертцфельта в составе 13 судов вышла после зимовки из Дерпта и направилась по реке Эмбах в Чудское озеро. О предстоящем выходе шведов заранее стало известно фельдмаршалу Б. Шереметеву, который на лодках выслал из Пскова генерал-майора фон Вердина с частью пехоты. 14 мая возле городка Кастер шведская флотилия столкнулась с русскими, которые установили на берегу замаскированные орудия. После того как их огонь вывел из строя большую часть шведской команды, Гертцфельт поджёг крюйт-камеру на своей яхте «Каролус» и взорвал судно вместе с ворвавшимися на его палубу русскими. В результате сражения русская сторона захватила 12 судов и взяла в плен 138 шведов. После этого Швеция полностью лишилась своей флотилии на Чудском озере.
В шведской литературе Гертцфельт традиционно рассматривается как герой, который предпочёл погибнуть, но не сдаться, однако в «Гистории Свейской войны», составленной по указу Петра I, это событие трактуется несколько иначе:

«… помощию божиею оных неприятелей так побили, что ни едино судно не ушло, но все с людми, пушками и амуницыею в руки нашим достались, только одна яхта, именуемая „Каролус“, от метания гранат взорвалась».

Гибель Дерптской флотилии и ее командира расследовали сразу две шведских комиссии, в Дерпте (материалы расследования погибли после взятия города русскими) и В. А. Шлиппенбаха, материалы которой сохранились в архиве последнего. Первая признала Лешерна виновным в гибели флотилии, Шлиппенбах же возложил часть вины на дерптского коменданта К. Г. Шютте. По свидетельству полковника Н. Балка, за несколько минут до взрыва Лёшерна видели махавшим шляпой с борта «Каролуса», что было интерпретировано как просьба о милосердии. Современные исследователи предполагают, что за короткое время боя, имея позади себя подходящую и еще не вступившую в бой флотилию почти в полном составе, Лёшерн не мог еще оценивать ситуацию как критическую, хотя судно и упёрлось носом в мель и несколько солдат и матросов успели покинуть судно до взрыва. Место гибели «Каролуса» определено в результате подводных археологических работ в 2011 году недалеко от впадения в Амовжу реки Калли-йоки.